# Lesenepole/Matolwane
Lesenepole/ Matolwane è un villaggio del Botswana situato nel distretto Centrale, sottodistretto di Serowe Palapye. Il villaggio, secondo il censimento del 2011, conta 3.048 abitanti.

## Località
Nel territorio del villaggio sono presenti le seguenti 5 località:
- Chiole di 8 abitanti,
- Lesenepole Lands di 12 abitanti,
- Matoposane/Morobosi di 8 abitanti,
- Mogaleng di 8 abitanti,
- Mpane di 46 abitanti